# Південне полярне коло

Мапа світу з зображеним на ній Південним полярним колом

Півде́нне поля́рне ко́ло — одна з п’яти важливих паралелей, які позначають на мапах Світу. 

## Статус
Ця паралель проходить на широті 66° 33′ 39″ на південь від Екватора. Територію на південь від Південного полярного кола називають Антарктикою. Північніше від нього розташований південний помірний пояс. Відповідно, полярне коло у північній півкулі називається Північне полярне коло.
На території, розташованій за полярним колом, принаймні раз на рік трапляється період 24-годинного освітленого сонцем дня та період 24-годинної безсонячної ночі. Тобто наявна принаймні одна повна доба, під час якої сонце не заходить за горизонт, та принаймні одна повна доба, під час якої сонце не сходить. На широті Південного полярного кола такі події відбуваються по одному разу на рік: у дні літнього та зимового сонцестоянь, відповідно. Це відбувається через те, що земна вісь нахилена відносно екліптики (площини, в якій Земля обертається навколо Сонця) приблизно на 23,5°. Тому у день літнього сонцестояння у бік Сонця максимально повернута північна півкуля, а регіон постійної темряви розташовується на південному полюсі; у день зимового сонцестояння у бік Сонця максимально повернута південна півкуля, відповідно, на південному полюсі у цей час буде регіон постійного сонячного світла.
Окрім того, декілька інших чинників впливають на появу безперервного дня чи ночі; найважливіші з них — явище заломлення сонячного світла в атмосфері, положення спостерігача над рівнем моря, марева, та той факт, що Сонце — сферичне тіло, а не точка. Марева, що виникають на континенті Антарктиди, є більш вражаючими, ніж в Арктичних регіонах, створюючи, наприклад, низку явних заходів і сходів сонця, в той час як насправді сонце постійно перебуває за горизонтом.
Через поступові зміни кута нахилу земної осі до площини екліптики відбувається повільне переміщення Південного полярного кола. 

## Географія та демографія
Континент Антарктида займає більшу частину площі на південь від Південного полярного кола (цю територію називають Антарктика). Тут не існує постійних людських поселень. Однак там розташовані антарктичні дослідницькі станції різних країн, де працюють команди дослідників, що змінюються через певний період (сезон). У попередніх століттях існували напівпостійні китобійні станції, і деякі з китобоїв жили в них протягом року чи більше. За деякими даними, щонайменше три дитини були народжені в Антарктиці, хоч і на станціях на північ від Південного полярного кола.
Починаючи з Гринвіцького меридіану у напрямку на схід, Південне полярне коло проходить через:
| Довгота     | Територія або море | Примітки                      |
| ----------- | ------------------ | ----------------------------- |
| 0°          | Південний океан    | північніше Землі Королеви Мод |
| 30° сх. д.  | Південний океан    | північніше Землі Королеви Мод |
| 60°         | Південний океан    | північніше Землі Королеви Мод |
| 90°         | Земля Уілкса       |                               |
| 120°        | Земля Уілкса       |                               |
| 150° сх. д. | Південний океан    | північніше Землі Вікторії     |
| 180°        | Південний океан    | Море Росса                    |
| 150° зх. д. | Південний океан    | північніше Землі Мері Берд    |
| 120°        | Південний океан    | Море Амундсена                |
| 90°         | Південний океан    | Острів Петра                  |
| 60°         | Земля Грехема      |                               |
| 30° зх. д.  | Південний океан    | Море Веделла                  |